# M58 Wolf
Das M58 Wolf ist ein in den 1990er-Jahren in den Vereinigten Staaten entwickeltes Nebelkampfstoff-Fahrzeug auf Basis eines modifizierten M113. Einziger Nutzer sind die US-Streitkräfte.

## Entwicklungsgeschichte
Anfang der 1990er-Jahre erfolgten erste Entwicklungsarbeiten an einem gepanzerten Militärfahrzeug, das unter Gefechtsbedingungen Sichtschutz durch das Ausbringen von Nebelschwaden erzeugen soll. Die dafür verwendeten Substanzen sind aufgrund der Nähe zur eigenen Truppe von geringer Toxizität, beim M58 Wolf handelt sich demnach nicht um ein System zur Ausbringung chemischer Kampfstoffe. Die Truppenerprobung in der zweiten Hälfte der 1990er-Jahre verlief positiv und im ersten Quartal 1998 erfolgte die Freigabe für die Einführung des M58.
Insgesamt sind 140 M58-Systeme als Ersatz für die veralteten und leistungsschwächeren M1059-Systeme geplant. Das gesamte Army Acquisition Objective (AAO) für den M58 Wolf beträgt 350 Systeme.

## Einsatzkonzept
Konzeptionell entspricht es dem Vorgänger, dem M1059 Smoke Generator Carrier, das im Jahr 1988 in die US-Army eingeführt wurde. Der M1059 basierte ebenfalls auf dem Chassis des M113, wurde aber aufgrund des deutlich leistungsschwächeren Rauchgenerators zugunsten des M58 Wolf ausgemustert.
Das M58 Wolf besteht aus einem M56-Rauchgenerator, der M8A3-Gaspartikelfiltereinheit (GPFU) und dem M259-Rauchgranatwerfer. Um die Mobilität und Manövrierfähigkeit des M58 zu verbessern, wurde es in das RISE-Kampfwertsteigerungsprogramm der US-Army aufgenommen, das einen modernisierten, 275 PS starken turboaufgeladenen 6V53TA-General Motors-Dieselmotor mit 4-Gang-Strömungsgetriebe, externe Kraftstofftanks und einen neuen Fahrerstand beinhaltet. Diese Chassis-Verbesserungen ermöglichen es dem M58 mit Kampfwagen der Typen M1 Abrams und M2/M3 Bradley im Gelände Schritt halten zu können.
Ohne Nebelsäure nachzufüllen, ist der M58 in der Lage, einen Nebelvorhang für 90 Minuten zu bilden, welcher sogar für 30 Minuten vor IR-Sichtgeräten schützen kann. Zukünftige Planungen haben den Einbau eines Verdunkelungsmoduls gegen Millimeterwellen zum Ziel - genaueres diesbezüglich wurde noch nicht veröffentlicht. Am 2. April 2018 erfolgte auf dem Truppenübungsplatz Grafenwöhr die Evaluierung eines unbemannten M58 Wolf.